# EM i landevejscykling
Europamesterskabet i landevejscykling blev arrangeret første gang af Union Européenne de Cyclisme i 1995 i Trutnov, og arrangeres hvert år. Mesterskabet var indtil 2016 kun åbent for ryttere under 23 år. Siden 2005 har der også var et løb for juniorklasserne.

## Konkurrencer
| År   | Land           | By                | By                 | Kategori                |
| År   | Land           | Linjeløb          | Enkeltstart        | Kategori                |
| ---- | -------------- | ----------------- | ------------------ | ----------------------- |
| 1995 | Tjekkiet       | Trutnov           | —                  | Under-23                |
| 1996 | Storbritannien | Isle of Man       | —                  | Under-23                |
| 1997 | Østrig         | Villach           | Villach            | Under-23                |
| 1998 | Sverige        | Uppsala           | Uppsala            | Under-23                |
| 1999 | Portugal       | Lissabon          | Lissabon           | Under-23                |
| 2000 | Polen          | Kielce            | Kielce             | Under-23                |
| 2001 | Frankrig       | Apremont          | Apremont           | Under-23                |
| 2002 | Italien        | Bergamo           | Grassobbio         | Under-23                |
| 2003 | Grækenland     | Athen             | Vouliagmeni        | Under-23                |
| 2004 | Estland        | Otepää            | Otepää             | Under-23                |
| 2005 | Rusland        | Moskva            | Moskva             | Under-23, Junior        |
| 2006 | Holland        | Valkenburg        | Heerlen Valkenburg | Under-23, Junior        |
| 2007 | Bulgarien      | Sofia             | Sofia              | Under-23, Junior        |
| 2008 | Italien        | Verbania Pallanza | Arona Stresa       | Under-23, Junior        |
| 2009 | Belgien        | Hooglede-Gits     | Hooglede-Gits      | Under-23, Junior        |
| 2010 | Tyrkiet        | Ankara            | Ankara             | Under-23, Junior        |
| 2011 | Italien        | Offida            | Offida             | Under-23, Junior        |
| 2012 | Holland        | Goes              | Goes               | Under-23, Junior        |
| 2013 | Tjekkiet       | Olomouc           | Olomouc            | Under-23, Junior        |
| 2014 | Schweiz        | Nyon              | Nyon               | Under-23, Junior        |
| 2015 | Estland        | Tartu             | Tartu              | Under-23, Junior        |
| 2016 | Frankrig       | Plumelec          | Plumelec           | Elite, Under-23, Junior |
| 2017 | Danmark        | Herning           | Herning            | Elite, Under-23, Junior |
| 2018 | Tjekkiet       | Zlín              | Brno               | Under-23, Junior        |
| 2018 | Storbritannien | Glasgow           | Glasgow            | Elite                   |
| 2019 | Holland        | Alkmaar           | Alkmaar            | Elite, Under-23, Junior |

## Resultater

### Herreelitens konkurrencer

#### Linjeløb
| År   | Guldmedalje        | Sølvmedalje          | Bronzemedalje    |
| ---- | ------------------ | -------------------- | ---------------- |
| 2016 | Peter Sagan        | Julian Alaphilippe   | Daniel Moreno    |
| 2017 | Alexander Kristoff | Elia Viviani         | Moreno Hofland   |
| 2018 | Matteo Trentin     | Mathieu van der Poel | Wout van Aert    |
| 190  | Elia Viviani       | Yves Lampaert        | Pascal Ackermann |

| Land      | Guld | Sølv | Bronze | Totalt |
| --------- | ---- | ---- | ------ | ------ |
| Italien   | 1    | 1    |        | 2      |
| Slovakiet | 1    |      |        | 1      |
| Norge     | 1    |      |        | 1      |
| Holland   |      | 1    | 1      | 2      |
| Frankrig  |      | 1    |        | 1      |
| Spanien   |      |      | 1      | 1      |
| Belgien   |      |      | 1      | 1      |

#### Enkeltstart
| År   | Guldmedalje          | Sølvmedalje          | Bronzemedalje         |
| ---- | -------------------- | -------------------- | --------------------- |
| 2016 | Jonathan Castroviejo | Victor Campenaerts   | Moreno Moser          |
| 2017 | Victor Campenaerts   | Maciej Bodnar        | Ryan Mullen           |
| 2018 | Victor Campenaerts   | Jonathan Castroviejo | Maximilian Schachmann |

### Dameelitens konkurrencer

#### Linjeløb
| År   | Guldmedalje          | Sølvmedalje          | Bronzemedalje        |
| ---- | -------------------- | -------------------- | -------------------- |
| 2016 | Anna van der Breggen | Katarzyna Niewiadoma | Elisa Longo Borghini |
| 2017 | Marianne Vos         | Giorgia Bronzini     | Olga Zabelinskaja    |
| 2018 | Marta Bastianelli    | Marianne Vos         | Lisa Brennauer       |

#### Enkeltstart
| År   | Guldmedalje    | Sølvmedalje          | Bronzemedalje        |
| ---- | -------------- | -------------------- | -------------------- |
| 2016 | Ellen Van Dijk | Anna van der Breggen | Olga Zabelinskaja    |
| 2017 | Ellen van Dijk | Ann-Sophie Duyck     | Anna van der Breggen |
| 2018 | Ellen van Dijk | Anna van der Breggen | Trixi Worrack        |

### Herrernes U23 konkurrencer

#### Landevejsløb
| År   | Guldmedalje          | Sølvmedalje         | Bronzemedalje         |
| ---- | -------------------- | ------------------- | --------------------- |
| 1995 | Mirko Celestino      | Romāns Vainšteins   | Giuliano Figueras     |
| 1996 | Cândido Barbosa      | Daniele Contrini    | Sergei Ivanov         |
| 1997 | Salvatore Commesso   | Sven Montgomery     | Gerrit Glomser        |
| 1998 | Zoran Klemenčič      | Andy Vidts          | Raphael Schweda       |
| 1999 | Michele Gobbi        | Luca Paolini        | Fabio Bulgarelli      |
| 2000 | Graziano Gasparre    | Stefan Adamsson     | Lorenzo Bernucci      |
| 2001 | Giampaolo Caruso     | Eric Baumann        | Roman Luhovyy         |
| 2002 | Michael Albasini     | Mikhail Timochine   | Mathieu Sprick        |
| 2003 | Giovanni Visconti    | Jérémy Roy          | Kristjan Fajt         |
| 2004 | Kalvis Eisaks        | Tom Veelers         | Arturs Ansons         |
| 2005 | František Raboň      | Anders Lund         | Nick Ingels           |
| 2006 | Benoît Sinner        | René Mandri         | Francesco Gavazzi     |
| 2007 | Andrey Klyuev        | Ignatas Konovalovas | Normunds Lasis        |
| 2008 | Cyril Gautier        | Paul Voss           | Timofey Kritskiy      |
| 2009 | Kris Boeckmans       | Jarosław Marycz     | Sacha Modolo          |
| 2010 | Piotr Gawronski      | Nelson Oliveira     | Arnaud Démare         |
| 2011 | Julian Kern          | Siarhei Novikau     | Konstantin Klimiankou |
| 2012 | Jan Tratnik          | Andžs Flaksis       | Wouter Wippert        |
| 2013 | Sean De Bie          | Petr Vakoč          | Toms Skujiņš          |
| 2014 | Stefan Küng          | Iuri Filosi         | Anthony Turgis        |
| 2015 | Erik Baška           | Mamyr Stash         | Davide Martinelli     |
| 2016 | Alexandr Riabushenko | Bjorg Lambrecht     | Andrea Vendrame       |
| 2017 | Casper Pedersen      | Benoît Cosnefroy    | Marc Hirschi          |
| 2018 | Marc Hirschi         | Victor Lafay        | Fernando Barceló      |

#### Enkeltstart
| År   | Guldmedalje        | Sølvmedalje        | Bronzemedalje         |
| ---- | ------------------ | ------------------ | --------------------- |
| 1997 | Guillaume Auger    | Fabio Malberti     | Maurizio Caravaggio   |
| 1998 | Oleg Joukov        | Marco Pinotti      | László Bodrogi        |
| 1999 | Martin Cotar       | Charles Wegelius   | Nicolas Fritsch       |
| 2000 | Evgeni Petrov      | Pawel Zugaj        | Dmitri Stemov         |
| 2001 | Manuel Quinziato   | Alexander Bespalov | Sebastian Lang        |
| 2002 | Jonas Olsson       | Alexander Bespalov | Jure Zrimšek          |
| 2003 | Markus Fothen      | Jure Zrimšek       | Vladimir Gusev        |
| 2004 | Christian Müller   | Janez Brajkovič    | Alexei Esin           |
| 2005 | Dmytro Grabovskyy  | Dominique Cornu    | Janez Brajkovič       |
| 2006 | Dmytro Grabovskyy  | Jérôme Coppel      | Dominique Cornu       |
| 2007 | Maxim Belkov       | Rein Taaramäe      | Adriano Malori        |
| 2008 | Adriano Malori     | Timofey Kritskiy   | Artem Ovechkin        |
| 2009 | Marcel Kittel      | Timofey Kritskiy   | Rasmus Quaade         |
| 2010 | Alex Dowsett       | Geoffrey Soupe     | Nelson Oliveira       |
| 2011 | Yoann Paillot      | Bob Jungels        | Vegard Laengen        |
| 2012 | Rasmus Quaade      | Bob Jungels        | Oleksandr Golovash    |
| 2013 | Victor Campenaerts | Oleksandr Golovash | Jasha Sütterlin       |
| 2014 | Stefan Küng        | Davide Martinelli  | Alexander Evtushenko  |
| 2015 | Steven Lammertink  | Marlen Zmorka      | Maximilian Schachmann |
| 2016 | Lennard Kamna      | Filippo Ganna      | Rémi Cavagna          |
| 2017 | Kasper Asgreen     | Mikkel Bjerg       | Corentin Ermenault    |
| 2018 | Edoardo Affini     | Izidor Penko       | Markus Wildauer       |

### Damernes U23 konkurrencer

#### Landevejsløb
| År   | Guldmedalje               | Sølvmedalje           | Bronzemedalje             |
| ---- | ------------------------- | --------------------- | ------------------------- |
| 1995 | Regina Schleicher         | Evi Gensheimer        | Elena Unruh               |
| 1996 | Hanka Kupfernagel         | Diana Žiliūtė         | Elisabeth Chevanne-Brunel |
| 1997 | Elisabeth Chevanne-Brunel | Tetyana Styazhkina    | Izasqun Bengoa            |
| 1998 | Susanne Ljungskog         | Diana Žiliūtė         | Mirella van Melis         |
| 1999 | Tetyana Styazhkina        | Oksana Saprykina      | Nicole Brändli            |
| 2000 | Alessandra D’Ettore       | Mirella van Melis     | Vera Carrara              |
| 2001 | Mirella van Melis         | Angela Hennig-Brodtka | Sophie Creux              |
| 2002 | Trixi Worrack             | Evy Van Damme         | Virginie Moinard          |
| 2003 | María Isabel Moreno       | Theresa Senff         | Vera Koedooder            |
| 2004 | Monica Holler             | Bertine Spijkerman    | Nathalie Tirard Collet    |
| 2005 | Gessica Turato            | Monica Holler         | Modesta Vžesniauskaitė    |
| 2006 | Marianne Vos              | Tatiana Guderzo       | Monica Holler             |
| 2007 | Marianne Vos              | Marta Bastianelli     | Rasa Leleivytė            |
| 2008 | Rasa Leleivytė            | Lesya Kalytovska      | Marta Bastianelli         |
| 2009 | Chantal Blaak             | Katie Colclough       | Marianne Vos              |
| 2010 | Noortje Tabak             | Lesya Kalytovska      | Aušrinė Trebaitė          |
| 2011 | Larisa Pankova            | Alena Amialiusik      | Lucinda Brand             |
| 2012 | Evelyn Arys               | Barbara Guarischi     | Kim de Baat               |
| 2013 | Susanna Zorzi             | Francesca Cauz        | Hanna Solovey             |
| 2014 | Sabrina Stultiens         | Elena Cecchini        | Annabelle Dreville        |
| 2015 | Katarzyna Niewiadoma      | Ilaria Sanguineti     | Thalita de Jong           |
| 2016 | Katarzyna Niewiadoma      | Cecilie Uttrup Ludwig | Séverine Eraud            |
| 2017 | Pernille Mathiesen        | Susanne Andersen      | Alice Barnes              |
| 2018 | Nikola Nosková            | Aafke Soet            | Letizia Paternoster       |

#### Enkeltstart
| År   | Guldmedalje           | Sølvmedalje           | Bronzemedalje        |
| ---- | --------------------- | --------------------- | -------------------- |
| 1997 | Diana Žiliūtė         | Izasqun Bengoa        | Jenny Algelid        |
| 1998 | Diana Žiliūtė         | Susanne Ljungskog     | Rasa Mažeikytė       |
| 1999 | Tetyana Styazhkina    | Nicole Brändli        | Ceris Gilfillan      |
| 2000 | Lada Kozlíková        | Ceris Gilfillan       | Nicole Brändli       |
| 2001 | Nicole Brändli        | Lada Kozlíková        | Olga Zabelinskaya    |
| 2002 | Olga Zabelinskaya     | Vera Carrara          | Vera Koedooder       |
| 2003 | Virginie Moinard      | Madeleine Sandig      | María Isabel Moreno  |
| 2004 | Tatiana Guderzo       | Madeleine Sandig      | Anna Zugno           |
| 2005 | Madeleine Sandig      | Tatiana Guderzo       | Anna Zugno           |
| 2006 | Linda Villumsen       | Tatiana Guderzo       | Bianca Knoepfle      |
| 2007 | Linda Villumsen       | Svitlana Halyuk       | Martina Sáblíková    |
| 2008 | Ellen van Dijk        | Svitlana Halyuk       | Lesya Kalytovska     |
| 2009 | Ellen van Dijk        | Emilia Fahlin         | Marianne Vos         |
| 2010 | Alexandra Burchenkova | Emilia Fahlin         | Katažina Sosna       |
| 2011 | Mélodie Lesueur       | Larisa Pankova        | Katažina Sosna       |
| 2012 | Anna van der Breggen  | Mieke Kröger          | Elisa Longo Borghini |
| 2013 | Hanna Solovey         | Rossella Ratto        | Ksenia Dobrynina     |
| 2014 | Mieke Kröger          | Séverine Eraud        | Ramona Korchini      |
| 2015 | Mieke Kröger          | Olga Shekel           | Corinna Lechner      |
| 2016 | Anastasiia Iakovenko  | Kseniya Tuhai         | Lisa Klein           |
| 2017 | Pernille Mathiesen    | Cecilie Uttrup Ludwig | Lisa Klein           |
| 2018 | Aafke Soet            | Lisa Klein            | Nikola Nosková       |

### Juniorernes konkurrencer

#### Drengenes løb

##### Linjeløb
| År   | Guldmedalje              | Sølvmedalje         | Bronzemedalje        |
| ---- | ------------------------ | ------------------- | -------------------- |
| 1973 | Claes Svensson           | Peter Hall          | Jan Spijker          |
| 1974 | Sergei Chelpakov         | Yuri Zajac          | John Van Herwerden   |
| 2005 | Ivan Rovny               | Andrey Solomennikov | Federico Masiero     |
| 2006 | Étienne Pieret           | Thomas Bertolini    | Ronan van Zandbeek   |
| 2007 | Michał Kwiatkowski       | Fabien Taillefer    | Ole Haavardsholm     |
| 2008 | Johan Le Bon             | Luke Rowe           | Piotr Gawroński      |
| 2009 | Luca Wackermann          | Barry Markus        | Arnaud Démare        |
| 2010 | Blaž Bogataj             | Bryan Coquard       | Rafael Reis          |
| 2011 | Pierre-Henri Lecuisinier | Olivier Le Gac      | Loïc Vliegen         |
| 2012 | Alexander Wachter        | Anthony Turgis      | Davide Ballerini     |
| 2013 | Franck Bonnamour         | Élie Gesbert        | Mathias Van Gompel   |
| 2014 | Edoardo Affini           | Jordi Warlop        | Pierre Idjouadiène   |
| 2015 | Alan Banaszek            | Stan Dewulf         | Dennis van der Horst |
| 2016 | Nicolas Malle            | Émilien Jeannière   | Tadej Pogačar        |
| 2017 | Michele Gazzoli          | Søren Wærenskjold   | Niklas Märkl         |
| 2018 | Remco Evenepoel          | Alexandre Balmer    | Carlos Rodriguez     |

##### Enkeltstart
| År   | Guldmedalje        | Sølvmedalje        | Bronzemedalje      |
| ---- | ------------------ | ------------------ | ------------------ |
| 2005 | Dmitriy Sokolov    | Yevgeniy Nikolenko | Manuele Boaro      |
| 2006 | Dmitriy Sokolov    | Tony Gallopin      | Adriano Malori     |
| 2007 | Ilnur Zakarin      | Michał Kwiatkowski | Piotr Gawroński    |
| 2008 | Michał Kwiatkowski | Vegard Breen       | Johan Le Bon       |
| 2009 | Joseph Perrett     | Bob Jungels        | Kévin Labèque      |
| 2010 | Kiril Yatsevich    | Émilien Viennet    | Marlen Zmorka      |
| 2011 | Alberto Bettiol    | Alexis Gougeard    | Alexey Rydakin     |
| 2012 | Mathias Krigbaum   | Ryan Mullen        | Matej Mohorič      |
| 2013 | Nikolay Cherkasov  | Igor Decraene      | Rémi Cavagna       |
| 2014 | Lennard Kämna      | Corentin Ermenault | Tobias Foss        |
| 2015 | Nikolai Ilichev    | Tobias Foss        | Max Singer         |
| 2016 | Alexys Brunel      | Marc Hirschi       | Iver Knotten       |
| 2017 | Andreas Leknessund | Julius Johansen    | Sébastien Grignard |
| 2018 | Remco Evenepoel    | Ilan Van Wilder    | Antonio Tiberi     |

##### Holdenkeltstart
| År   | Guldmedalje                                                                      | Sølvmedalje                                                | Bronzemedalje                                                 |
| ---- | -------------------------------------------------------------------------------- | ---------------------------------------------------------- | ------------------------------------------------------------- |
| 1974 | Sovjetunionen Juri Zajac Vladimir Chapovalov Sergei Chelpakov Alexeï Schevchenko | Danmark Gert Frank Ole Rasmussen Per Thomsen Olaf Petersen | Schweiz Henri-Dan Raymond Serge Demierre Dan Schwab Alex Frei |

#### Pigernes løb

##### Landevejsløb
| År   | Guldmedalje           | Sølvmedalje              | Bronzemedalje          |
| ---- | --------------------- | ------------------------ | ---------------------- |
| 2005 | Alexandra Burchenkova | Ekaterina Novozhilova    | Marta Bastianelli      |
| 2006 | Mie Bekker Lacota     | Elise Van Hage           | Julie Krasniak         |
| 2007 | Valentina Scandolara  | Daria Gorbatovskaya      | Gloria Presti          |
| 2008 | Valentina Scandolara  | Valeriya Kononenko       | Jessie Daams           |
| 2009 | Elena Cecchini        | Laura van der Kamp       | Pauline Ferrand-Prévot |
| 2010 | Anna Trevisi          | Pauline Ferrand-Prévot   | Rossella Ratto         |
| 2011 | Rossella Ratto        | Jessy Druyts             | Chiara Vannucci        |
| 2012 | Lucy Garner           | Anna Zita Maria Stricker | Kirsten Coppens        |
| 2013 | Greta Richioud        | Séverine Eraud           | Ksenia Tuhai           |
| 2014 | Sofia Bertizzolo      | Nicole Koller            | Daria Egorova          |
| 2015 | Nadia Quagliotto      | Rachele Barbieri         | Karina Kasenova        |
| 2016 | Liane Lippert         | Elisa Balsamo            | Sophie Wright          |
| 2017 | Lorena Wiebes         | Emma Norsgaard Jørgensen | Letiza Paternoster     |
| 2018 | Aigul Gareeva         | Vittoria Guazzini        | Hannah Ludwig          |

##### Enkeltstart
| År   | Guldmedalje            | Sølvmedalje            | Bronzemedalje            |
| ---- | ---------------------- | ---------------------- | ------------------------ |
| 2005 | Aleksandra Dawidowicz  | Aušrinė Trebaitė       | Lesya Kalitovska         |
| 2006 | Mie Bekker Lacota      | Trine Schmidt Hansen   | Alexandra Bourchenkova   |
| 2007 | Valeriya Kononenko     | Anne-Marie Schmitt     | Alena Amialiusik         |
| 2008 | Valeriya Kononenko     | Jacqueline Hahn        | Maria Mishina            |
| 2009 | Pauline Ferrand-Prévot | Hanna Solovey          | Maria Grandt Petersen    |
| 2010 | Hanna Solovey          | Pauline Ferrand-Prévot | Alexia Muffat            |
| 2011 | Rossella Ratto         | Mathilde Favre         | Svetlana Kashirina       |
| 2012 | Corine van der Zijden  | Ksenija Dobrynina      | Lotte Kopecky            |
| 2013 | Séverine Eraud         | Floortje Mackaij       | Olena Demidova           |
| 2014 | Aafke Soet             | Alice Gasparini        | Greta Richioud           |
| 2015 | Agnieszka Skalniak     | Kseniia Tcymbaliuk     | Yara Kastelijn           |
| 2016 | Lisa Morzenti          | Alessia Vigilia        | Juliette Labous          |
| 2017 | Elena Pirrone          | Letiza Paternoster     | Emma Norsgaard Jørgensen |
| 2018 | Vittoria Guazzini      | Hannah Ludwig          | Marta Jaskulska          |